# Niente baci sulla bocca
Niente baci sulla bocca (J'embrasse pas) è un film del 1991 diretto da André Téchiné.

## Trama
Col sogno di diventare attore, il giovane Pierre abbandona il suo paesino sui Pirenei francesi per trasferirsi a Parigi. Presto la vita metropolitana appare molto dura, trova lavoro come lavapiatti in un ospedale e si iscrive ad un corso d'arte drammatica. Licenziato dall'ospedale e abbandonato il teatro dopo non molto, Pierre finisce nel giro della prostituzione maschile e conosce Romain, altolocato intellettuale omosessuale parigino che è solito pagare i ragazzi sui marciapiedi e che vorrebbe "mantenerlo", ma Pierre rifiuta e si innamora di Ingrid, giovanissima "collega" che è sotto protettore.

## Riconoscimenti
- 1992 - Premio César
  - Premio César per la migliore promessa maschile 1992: Manuel Blanc